# Raglesville (Indiana)
Raglesville es un lugar designado por el censo ubicado en el condado de Daviess en el estado estadounidense de Indiana. En el Censo de 2010 tenía una población de 141 habitantes y una densidad poblacional de 63,52 personas por km².

## Geografía
Raglesville se encuentra ubicado en las coordenadas 38°48′8″N 86°57′47″O / 38.80222, -86.96306. Según la Oficina del Censo de los Estados Unidos, Raglesville tiene una superficie total de 2.22 km², de la cual 2.21 km² corresponden a tierra firme y (0.35%) 0.01 km² es agua.

## Demografía
Según el censo de 2010, había 141 personas residiendo en Raglesville. La densidad de población era de 63,52 hab./km². De los 141 habitantes, Raglesville estaba compuesto por el 100% blancos, el 0% eran afroamericanos, el 0% eran amerindios, el 0% eran asiáticos, el 0% eran isleños del Pacífico, el 0% eran de otras razas y el 0% pertenecían a dos o más razas. Del total de la población el 0.71% eran hispanos o latinos de cualquier raza.